# Ashley Design
Ashley Design Inc. war ein philippinischer Hersteller von Automobilen.

## Unternehmensgeschichte
Das Unternehmen war im Stadtteil Balibago der Stadt Angeles City in der Provinz Pampanga ansässig. 2000 begann die Produktion von Automobilen. Der Markenname lautete Ashley. 2009 endete die Produktion. Eine andere Quelle gibt den Produktionszeitraum ungenau mit den 2000er Jahren an.

## Fahrzeuge
Das einzige Modell war der Mamba. Dies war die Nachbildung eines Austin-Healey.